# Bradly Sinden
Bradly John Sinden est un taekwondoïste britannique né le 19 septembre 1998 à Doncaster. 

## Palmarès

### Jeux olympiques
- Médaille d'argent dans la catégorie des moins de 68 kg aux Jeux olympiques d'été de 2020 à Tokyo

### Championnats du monde
- Médaille d'or dans la catégorie des moins de 68 kg aux Championnats du monde de taekwondo 2023 à Bakou
- Médaille d'or dans la catégorie des moins de 68 kg aux Championnats du monde de taekwondo 2019 à Manchester
- Médaille d'argent dans la catégorie des moins de 68 kg aux Championnats du monde de taekwondo 2022 à Guadalajara
- Médaille de bronze dans la catégorie des moins de 63 kg aux Championnats du monde de taekwondo 2017 à Muju

### Championnats d'Europe
- Médaille d'or dans la catégorie des moins de 68 kg aux Championnats d'Europe de taekwondo 2022
- Médaille d'argent dans la catégorie des moins de 68 kg aux Championnats d'Europe de taekwondo 2021
- Médaille d'argent dans la catégorie des moins de 68 kg aux Championnats d'Europe de taekwondo 2019
- Médaille de bronze dans la catégorie des moins de 63 kg aux Championnats d'Europe de taekwondo 2018

### Jeux européens
- Médaille d'argent dans la catégorie des moins de 68 kg aux Jeux européens de 2023 à Krynica-Zdrój